# Serviço Penitenciário Federal da Argentina

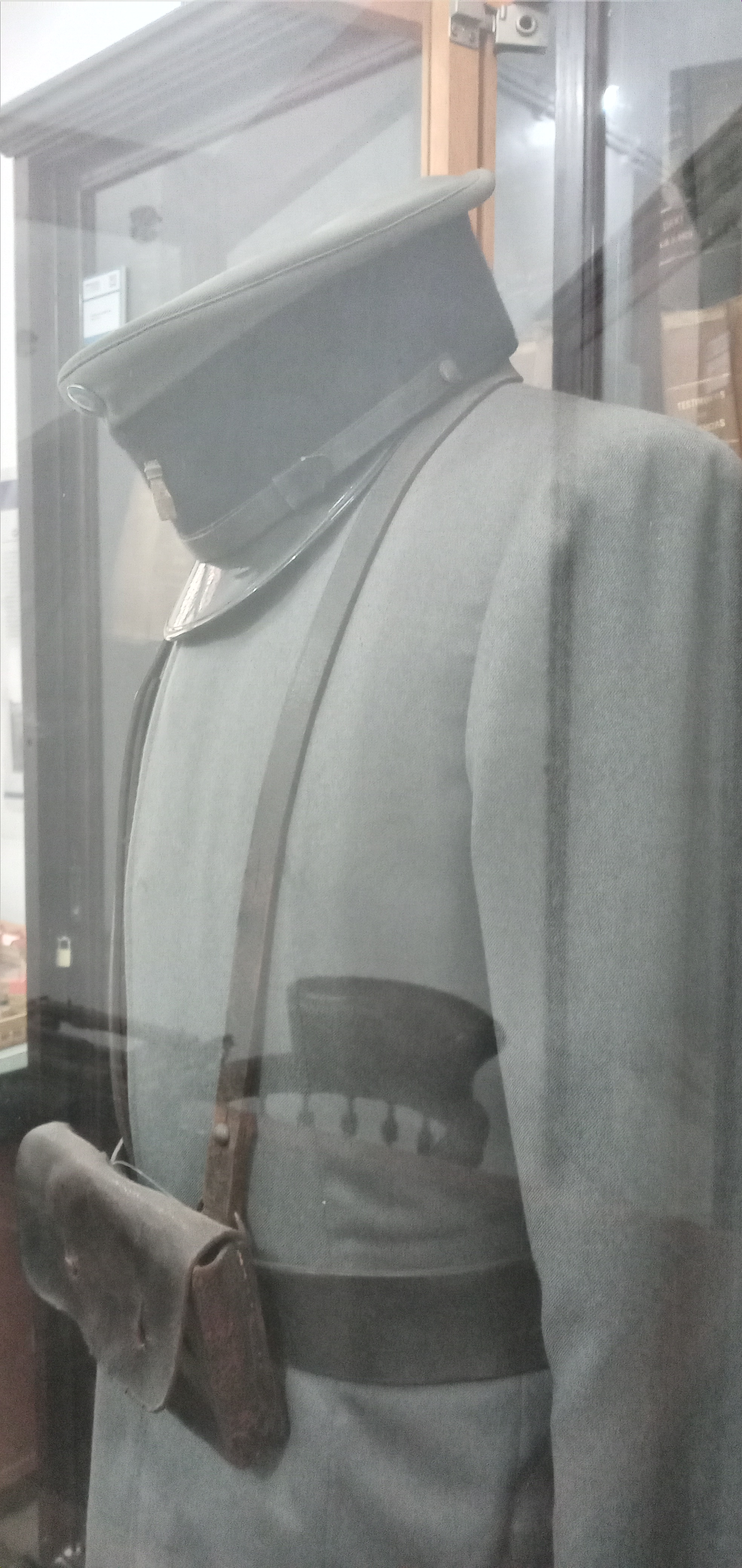
Antigo uniforme do SPF.

O Serviço Penitenciário Federal da Argentina (em espanhol: Servicio Penitenciario Federal Argentino, SPF) é uma agência federal da Argentina, que tem como responsabilidade administar o sistema penitenciário federal do país.
A unificação jurídica do sistema prisional ocorreu pelo Decreto-Lei No. 412 de 14 de Janeiro de 1958, que foi ratificado em 23 de Outubro do mesmo ano.

## References
1. ↑  "History." Argentine Federal Penitentiary Service. Page 2 of 3. Retrieved on July 23, 2010.